# WHITE SURF style 5.
「WHITE SURF style 5.」（ホワイト・サーフ・スタイル・ファイブ）は、2000年10月12日に発売されたSUPERCARの9枚目のシングル。

## 解説
- キューンレコード移籍第1弾シングル。前作より約8ヶ月ぶりのリリース。アルバム『Futurama』からの先行シングル。
- 表題曲はバンド史上最速の楽曲。また、バンド初のツインドラムが採り入れられた。

## 収録曲
1. WHITE SURF style 5. (4:25)
PVはSPACE SHOWER Music Video AwardsでBEST CONCEPT VIDEOを受賞した。
2. Pink Rock (4:34)
3. Gumnova (3:48)

全作詞：石渡淳治　作曲：中村弘二　編曲：SUPERCAR